# لي روجرز (لاعب كرة قدم)
لي روجرز (بالإنجليزية: Lee Rogers)‏ (21 أكتوبر 1966 بدونكاستر في المملكة المتحدة - ) هو لاعب كرة قدم بريطاني في مركز الدفاع. لعب مع نادي تشيسترفيلد ونادي دونكاستر روفرز ونادي غاينسبورو ترينيتي.

## وصلات خارجية
- لي روجرز (لاعب كرة قدم) على موقع قاعدة بيانات كرة القدم.إي يو (الإنجليزية)
- لي روجرز (لاعب كرة قدم) على موقع Soccerbase.com (لاعب) (الإنجليزية)